# Progress M-49
Progress M-49 (ryska: Прогресс М-49) eller som NASA kallar den, Progress 14 eller 14P, var en rysk obemannad rymdfarkost som levererade förnödenheter, syre, vatten och bränsle till rymdstationen ISS. Den sköts upp med en Sojuz-U-raket från kosmodromen i Bajkonur den 25 maj 2004 och dockade med rymdstationen den 27 maj. Efter att ha lastats ur och fyllts med sopor lämnade den stationen på morgonen den 30 juli 2004 och några timmar senare brann den som planerat upp i jordens atmosfär.

### Fotnoter
1. ↑  ”NASA Space Science Data Coordinated Archive” (på engelska). NASA. https://nssdc.gsfc.nasa.gov/nmc/spacecraft/display.action?id=2004-019A. Läst 1 mars 2020.
2. ↑  Manned Astronautics - Figures & Facts Arkiverad 10 oktober 2007 hämtat från the Wayback Machine., läst 15 juli 2016.